# Volvo Group
Volvo Group (AB Volvo) è un gruppo svedese, uno dei più grandi costruttori al mondo di autocarri, autobus, macchinari per l'edilizia, sistemi di propulsione per applicazioni industriali e marine, componenti aerospaziali e servizi finanziari.

## Storia
La Volvo è nata a Göteborg, in Svezia, nel 1927, fondata come una sussidiaria dalla SKF, fabbrica produttrice di cuscinetti a sfera, dai due soci Assar Gabrielsson e Gustav Larsson. Fin dagli albori al centro delle attenzioni della Volvo c'era la sicurezza. Il marchio Volvo fu registrato per la prima volta dalla SKF l'11 maggio 1915 con l'intenzione di utilizzarlo per una serie speciale di cuscinetti a sfera da esportare nel mercato americano, ma non venne mai utilizzato. Venne ripreso nel 1927 per le automobili, dal momento che il termine latino volvo, termine indicante movimento, dinamicità, poteva adattarsi molto bene anche alla produzione di autovetture.
La prima autovettura Volvo venne prodotta il 14 aprile 1927, e venne chiamata ÖV 4. La produzione continuò con automobili progettate per resistere alle dure condizioni climatiche e ambientali svedesi.
Il nome Volvo deriva dal verbo latino volvere (rotolare, scorrere) e fu scelto inizialmente per commercializzare cuscinetti a sfera SKF; inoltre la fabbrica venne fondata con il denaro, appunto, della SKF. Il simbolo Volvo rappresenta l'antico simbolo chimico del ferro, scelto per simboleggiare la resistenza del ferro utilizzato in Svezia per la produzione di auto, ferro in effetti di eccellente qualità. La linea diagonale, attraverso la griglia, venne poco dopo per fissare il simbolo attuale al radiatore.
Nel 1999 AB Volvo vende la sua divisione autovetture, la Volvo Car Corporation, alla Ford Motor Company, assicurandosi però che il marchio continuasse a essere usato dalle società del gruppo Volvo.
Nel 2001 il gruppo Volvo ha acquisito il comparto costruzione veicoli industriali della Renault fondando la Renault Trucks, ampliando ulteriormente l'importanza dell'azienda nel settore e divenendo il secondo costruttore mondiale di autocarri con i marchi Volvo Trucks e Renault Trucks.

## Il marchio Volvo
Il marchio Volvo gode di una solida posizione in tutto il mondo.
Per questo, quando la AB Volvo vendette alla Ford la sua divisione autovetture con la possibilità per entrambi di continuare a usare il marchio Volvo, AB Volvo e Ford decisero di fare una società in comune al 50% chiamata Volvo Trademark Holding AB, il cui scopo è quello di conservare, proteggere e preservare i marchi Volvo.
Il marchio Volvo è di proprietà comune (50/50) tra Volvo Group e Volvo Car Corporation (Ford). Volvo Cars è stata venduta alla casa automobilistica cinese Geely Automobile durante i primi giorni di aprile 2010.

## Aziende del gruppo Volvo
Le principali aziende e marchi del Volvo Group sono:
- Volvo
  - Volvo Trucks
  - Volvo Buses
  - Volvo Construction Equipment
- Volvo Penta
  - Volvo Penta Marine Leisure
  - Volvo Penta Marine Commercial
  - Volvo Penta Industrial
- UD Trucks (ex Nissan Diesel)
  - UD Buses
- Terex Trucks
- Renault Trucks
  - Arquus (ex RTD)
- Prevost
- Nova Bus
- Mack Trucks
- Volvo Financial Services
- Volvo Aero (fino al 2012)
- SDLG (Shandong Lingong Construction Machinery Co)
- Eicher Trucks
- Dongfeng Trucks